# Paratanais oculatus
Paratanais oculatus är en kräftdjursart som först beskrevs av Ernst Vanhöffen 1914.  Paratanais oculatus ingår i släktet Paratanais och familjen Paratanaidae. Inga underarter finns listade i Catalogue of Life.